# Henrik Jørgen Huitfeldt
Henrik Jørgen Huitfeldt (født 9. september 1674 på Frederikssten, død 16. maj 1751 på Elingård) var en dansk-norsk officer, ældre helbroder til Hartvig Huitfeldt.
14 år gammel kom han i tjenesten, 1691 blev han fændrik ved smålenske Regiment og tjente dernæst 6 år ved Royal Danois; ved stormen på Barcelona 1697 blev han hårdt såret. Efter hjemkomsten blev han 1699 løjtnant, 1703 kaptajn, 1711 major og 1713 karakteriseret oberstløjtnant, alt ved smålenske Regiment. Da Carl XII i foråret 1716 faldt ind i Norge, hørte dette til besætningen af Frederiksstad. Huitfeldt, der her i det hele skal være optrådt meget energisk, fik 23. april samme år lejlighed til at udmærke sig ved tilbageerobringen af Moss.
Han kommanderede 500 mand, som til søs førtes fra Frederiksstad til Kambo for at angribe Moss nord fra, medens samtidig oberst Vincents Budde rykkede mod staden fra syd og viceadmiral Christian Carl Gabel indesluttede den fra søsiden. Svenskerne gjorde hårdnakket modstand i håb om undsætning fra Christiania, men Huitfeldt, der havde forudset dette, havde med klog benyttelse af terrænet spærret vejen ved forhug og bevogtet den. Da hjælpen kom, gik Huitfeldt den i møde og tvang den til at gå tilbage med uforrettet sag. Moss blev nu taget og besætningen gjort til fanger.
Huitfeldt, hvis tapperhed og omsigt væsentlig havde bidraget til sejren, modtog en på den tid sjælden udmærkelse, en guldmedalje med kongens billede at bære på brystet; kort efter blev han virkelig oberstløjtnant ved regimentet. Ved dettes deling 1717 gik han over til det 1. eller østre smålenske Regiment, ved hvilket han stod til sin død, fra 1727 som dets chef. Allerede 1719 havde han fået obersts karakter, og at han ikke tidligere blev regimentschef, havde til dels sin grund i, at han ikke ønskede at forlade denne del af landet, til hvilken, han som godsejer var stærkt knyttet. I begge egenskaber nævnes han som en virksom og human mand. 1733 blev han brigader, 1734 generalmajor, 1746 generalløjtnant og 1747 hvid ridder.
Han døde 16. maj 1751 på Elingård. Denne ejendom havde han tillige med Kjølberg fået med sin 1. hustru, Sophie f. Pultz (født 29. januar 1691, gift 1. juni 1707, død 19. januar 1711), datter af oberstløjtnant Henrik Christopher von Pultz. Af de godser, som ved moderens død tilfaldt ham i forening med broderen Hartvig, Sande i Norge og Sanderup (Sannarp) i Halland, overtog han det første; Sanderup blev derimod inddraget af den svenske krone, fordi brødrene havde ført våben mod denne; ved fredsslutningen fik de dog gården tilbage, men solgte den nogle år efter. 2. gang ægtede Huitfeldt 3. november 1713 Birgitte Christine Kaas.
Der findes et portræt af Huitfeldt på Elingård.